# Best Days of Your Life
Best Days of Your Life è il secondo singolo pubblicato dal secondo album Kellie Pickler dalla cantante omonima. Lanciato nel dicembre del 2008, il singolo è arrivato sino alla posizione 9 della classifica delle canzoni country americane (dopo un debutto al numero 56 sulla stessa classifica), e al numero 46 della classifica vera e propria dei singoli americana, la Billboard Hot 100, facendo di esso il più grande successo della cantante. Per aver venduto più di 500 000 copie, il singolo è stato certificato disco d'oro negli Stati Uniti. Ha avuto inoltre un discreto successo in Canada, dove è entrato nella top 100 al numero 99, uscendone la settimana successiva.

## Classifiche
| Classifica (2008)                | Posizione massima |
| -------------------------------- | ----------------- |
| Billboard Canadian Hot 100       | 99                |
| Canadian Top Country Songs       | 23                |
| U.S. Billboard Hot 100           | 46                |
| U.S. Billboard Hot Country Songs | 9                 |